# Campane a stormo
Campane a stormo è un bootleg uscito nel 1998.
Le tracce dalla 1 alla 9 sono demo del 1982.
La traccia 10 è una session del 1984
La traccia 11 è dall'lp compilation Quelli che urlano ancora del 1985
La traccia 12 è dall'lp compilation Chaos in Europe del 1985
La traccia 13 è Live in Cesena del 24-09-1983
La traccia 14 è Live in Bassano del 26-01-1985
Le tracce dalla 15 alla 17 dall'lp Un altro giorno di gloria del 1985

## Tracce
1. Scenderemo Nelle Strade - 3'23" - (Demo 1982)
2. Asociale Oi! - 2'03" - (Demo 1982)
3. Fotti I Poseurs - 0'59" - (Demo 1982)
4. Nichilistaggio - 2'08" (Demo 1982)
5. No Armi - 3'03" - (Demo 1982)
6. Laida Bologna - 2'56" - (Demo 1982)
7. Kill Police - 1'34" - (Demo 1982)
8. Nichilist Nabat - 3'00" - (Demo 1982)
9. Skin E Punk - 1'24" - (Demo 1982)
10. Un Altro Giorno Di Gloria - 2'46" - (Session 1984)
11. Zombi Rock - 1'56" - (Compilation Quelli che urlano ancora 1985)
12. Laida Bologna - 3'02" - (Compilation Chaos in Europe 1985)
13. Legioni A Orologeria - 2'01" - (Live Cesena 24-09-1983)
14. Generazione '82 - 2'27" - (Live Bassano 26-01-1985)
15. Un Altro Giorno Di Gloria - 2'43" - (Un altro giorno di gloria 1985)
16. Ti Sei Fermato Ad Ascoltare Mai? - 3'28" - (Un altro giorno di gloria 1985)
17. Tempi Nuovi - 5'37" - (Un altro giorno di gloria 1985)